# Nessuna speranza, nessuna paura
Nessuna speranza, nessuna paura è un album del gruppo musicale hardcore punk Contropotere, pubblicato nel 1988.
Si tratta del secondo lavoro della band, il primo pubblicato come LP.
Nel 2010 l'album è stato ristampato su vinile dalla Gonna Puke Retrò.

## Tracce
1. Urizen – 6:08
2. Inquisitor – 9:42
3. Demoni e Dei – 6:12
4. Rovine – 4:56
5. Non indietreggiare – 9:36
6. Disumana Res – 7:00
7. Nessuna speranza, nessuna paura – 9:17

## Formazione
- Alli - batteria
- Lucia - voce
- Bostik - tastiere
- Cesare - basso
- Ciro - chitarra